# Joaquim Justino Alves Bastos
Joaquim Justino Alves Bastos (Cuiabá, 9 de setembro de 1900 – Rio de Janeiro, 7 de março de 1990) foi um marechal do Exército Brasileiro.

## Biografia

### Início da vida
Joaquim Justino Alves Bastos  nasceu em 9 de setembro de 1900 na cidade de Cuiabá, Mato Grosso, filho do marechal do Exército Brasileiro Celestino Alves Bastos e de Inês Dutra Bastos. Seu pai foi chefe do Estado-Maior do Exército, de 20 de abril de 1921 a 1 de julho de 1922. Seu avô materno, Benedito Dutra, também foi um importante militar.
Em 1917 ingressou na Escola Militar do Realengo, sediada na cidade do Rio de Janeiro, então capital federal. Em dezembro de 1919 foi diplomado aspirante-a-oficial, na arma de artilharia.
Em 1920 recebeu a patente de segundo-tenente e ingressou na Escola de Aperfeiçoamento de Oficiais. Já no ano seguinte, alcançou o posto de primeiro-tenente e imediatamente designado para o 1º Regimento de Artilharia Montada (1º R.A.M.) na Vila Militar, na cidade do Rio de Janeiro.
Nessa época passou a praticar luta de esgrima e frequentemente participava de campeonatos organizados entre os membros do Clube Militar.
Em 1923, foi designado para o Comando Militar do Mato Grosso, no Regimento Misto de Artilharia de Campo Grande. Nesse mesmo ano ocorreu o falecimento de seu pai, o que motivou o então tenente Alves Bastos a retornar ao 1º R.A.M. na capital federal.

### Revolução de 1924
Deflagrada a Revolução de 1924, em julho de 1924, o jovem tenente Alves Bastos seguiu para São Paulo para agrupar com a companhia do 1º RAM. Naquela cidade, participou da repressão aos revoltosos liderados pelo general Isidoro Dias Lopes e o então major da Força Publica Paulista Miguel Costa. Após serem derrotados pelas forças do governo federal e estaduais, os rebeldes fugiram em direção ao Paraná e se reagruparam mais tarde com os rebeldes do Rio Grande do Sul em outubro daquele ano. Essa nova composição deu origem à Coluna Prestes, que era encabeçada por Luís Carlos Prestes e Miguel Costa, e que nos meses seguintes percorreu em fuga pelo interior do Brasil atravessando os Estados do Paraná, Mato Grosso, Goiás, Bahia, Piauí, entre outros. Contudo, perseguidos continuamente pelas tropas federais e estaduais, buscaram abrigo na Bolívia e no Paraguai no início de 1927. Justino também esteve presente ao combate travado com a coluna durante o trajeto desta rumo a Teresina, participando ainda de uma série de operações de guerra por todo o Nordeste. O então tenente Alves Bastos participou dessa perseguição e na maior parte dos combates, sobretudo no nordeste do país.
Em meados de 1926, retornou ao seu posto no Rio de Janeiro e logo foi promovido a capitão, sendo designado para assumir comando de companhia o 1º Grupo de Artilharia Pesada (1º GAP). Em 1927, ingressou na Escola de Estado-Maior (EEM) e no ano seguinte tornou-se instrutor na instituição.

### Revolução de 1930
Com a Revolução de 1930, o então capitão Alves Bastos não aderiu ao movimento rebelde e também não chegou a atuar em combates, embora tenha ficado inicialmente de prontidão, por conta da possibilidade de combates. Boa parte do contingente dos rebeldes eram os mesmos que também havia se rebelado na Revolução de 1924 e que estavam no exílio desde então, entre eles Miguel Costa, Luis Carlos Prestes e Juarez Távora.
Essa revolta foi liderada por políticos e militares do Rio Grande do Sul, Minas Gerais e Paraíba, e prometia grandes combates por conta da mobilização de tropas rebeldes contra os estados de São Paulo e Rio de Janeiro. Contudo, após breve confronto entre os rebeldes e as forças legalistas, o golpe de estado foi precipitado na capital federal pelos generais Augusto Tasso Fragoso, José Isaías de Noronha e João de Deus Mena Barreto, que se consumou com a deposição do presidente Washington Luís. Após essa deposição, a Junta Governativa Provisória composta por aqueles três generais entregou o cargo do governo provisório a Getúlio Vargas em 2 de novembro de 1930.

### Revolução Constitucionalista
O então capitão Alves Bastos aderiu a Revolução Constitucionalista de 1932 meses antes da deflagração do levante. Inicialmente atuou como um dos organizadores do movimento, buscando a adesão de outros oficiais do Exército atuando junto de diversos outros líderes e políticos civis.
Diante da repressão contra os rebeldes já iniciada pelo regime Vargas na então capital federal nas primeiras semanas do conflito, rumou para São Paulo no fim de julho e assumiu como Chefe do Estado-Maior das Forças em Operações no setor sul do estado, então comandado pelo então Tenente-Coronel Brasílio Taborda, que também havia sido recém designado àquele posto. Nessa qualidade, participou ativamente dos planos estratégicos aplicados em toda aquela frente de combate que em muito conseguiu manter a linha defensiva das tropas paulistas e repelir a tentativa de invasão da capital de São Paulo por parte das tropas de Valdomiro Lima leais ao governo Federal. Contudo, com o armistício e rendição das tropas paulistas 2 de outubro de 1932, o capitão Alves Bastos exilou-se em Buenos Aires.

### Retorno ao Exército Brasileiro
Em maio de 1934, após anistia geral concedida por Getúlio Vargas, retornou ao Brasil e retomou o seu posto no Exército Brasileiro.
Em 1935, foi nomeado oficial-de-gabinete no Ministério da Guerra, e nessa função atuou como membro da delegação brasileira nas negociações de paz em relação à Guerra do Chaco (1932-1935) que se estendeu até 1937. Ao final do ano recebeu a patente de major do Exército Brasileiro sendo designado para assumir posto no 2º RAM, em Santa Cruz. Em 1939, assumiu posto no Forte de Copacabana, na então capital federal. Durante esse período, realizou curso na Escola de Artilharia de Costa.
Em 1941, foi promovido a tenente-coronel e em meados de 1943 assumiu posto no Centro de Preparação de Oficiais da Reserva, em Porto Alegre. Em 1945, foi transferido para o Estado-Maior do Exército na 4ª seção, na capital federal.
Em 1946, foi promovido a coronel e transferido para o 3º Regimento de Artilharia a Cavalo, com sede em Bagé. Em 1948, foi nomeado comandante do Regimento-Escola de Artilharia, na Vila Militar, no Rio de Janeiro.
Entre 17 de fevereiro de 1949 e 9 de outubro de 1952, exerceu comando da Escola de Aperfeiçoamento de Oficiais, recebendo a promoção de general-de-brigada ao final desse período.
Em 1953, assumiu comando na Artilharia Divisionária da 5ª Divisão de Infantaria, no Paraná, e lá também assumiu o comando do 3º RAM, de Curitiba. Naquele ano, também comandou a 5ª Divisão de Infantaria, de Ponta Grossa.
Entre 1954 e 1955, assumiu o comando da 8ª Região Militar com sede em Belém. Após esse período, retornou ao Rio de Janeiro, e lá assumiu o comando de Artilharia Divisionária da 1ª Divisão de Infantaria, onde permaneceu entre 1 de agosto de 1955 e 23 de fevereiro de 1956.
No início do governo de Juscelino Kubitschek, assumiu como chefe do estado-maior do General Odílio Denys, comandante do I Exército, sediado Rio de Janeiro. O General Odílio Denys e General Henrique Teixeira Lott haviam sido um dos líderes do denominado Movimento de 11 de Novembro organizado em 1955 cujo objetivo era assegurar a posse do presidente eleito.
Em 1957, assumiu comando na Artilharia de Costa de 1ª Região Militar. Em abril do ano seguinte, foi eleito presidente do Clube Militar, seu adversário nessa disputa foi o general Humberto Castelo Branco, que representava um grupo conservador na Instituição. Ao final daquele ano recebeu a patente de general-de-divisão.
Em 1960, foi reeleito na presidência do Clube Militar, em disputa contra o general Peri Constant Bevilacqua que era apoiado pelo general Humberto Castelo Branco.
Entre 4 de janeiro de 1960 e 17 de abril de 1961, comandou a 1ª Região Militar, no Rio de Janeiro.. 
Em 1961, o General Justino foi transferido da 1ª RM pelo presidente Jânio Quadros assumir como embaixador extraordinário e plenipotenciário de modo a representar o Brasil nas comemorações do sesquicentenário da independência do Paraguai, posteriormente foi nomeado em caráter efetivo e permaneceu no Paraguai por quase dois anos. 
Em 1962, foi nomeado para o comando da 5ª Região Militar e 5ª Divisão de Infantaria sediadas no Paraná.
De 16 de janeiro a 20 de agosto de 1963 comandou o III Exército, sediado na cidade de Porto Alegre.
Comandou o IV Exército, em Recife, de 4 de setembro de 1963 a 10 de julho de 1964.

### Golpe de 1964
Em setembro de 1963, o General Justino foi nomeado comandante do IV Exército, sediado em Pernambuco, em substituição ao general Humberto Castelo Branco, que na ocasião havia sido transferido para assumir a chefia do Estado-Maior do Exército, no Rio de Janeiro.
Naquela ocasião, o nordeste passava por um momento de conflitos entre as forças de segurança do país e de movimentos sociais como as Ligas Camponesas e os sindicatos daquela região. Em Pernambuco, a situação era a mais conflituosa, pois tais movimentos eram encorajados pelo então governador de Pernambuco, Miguel Arraes, eleito no ano anterior numa chapa aglutinada por partidos comunistas e de esquerda. No plano federal, o Presidente João Goulart também encorajava os sindicatos e movimentos sociais no Nordeste que ameaçavam continuamente greves e protestos em reivindicação de melhorias trabalhistas e de uma reforma agrária. 
A transferência do General Justino para Pernambuco denotava a preocupação do Exército Brasileiro com as tensões acentuadas em Pernambuco e na região nordeste. Nessa qualidade, o comandante do 4º Exército buscou sufocar protestos desses movimentos, a exemplo, do ocorrido em outubro de 1963 quando movimentou as suas tropas para impedir  um protesto de trinta mil trabalhadores rurais que ameaçavam obstrução de estradas de rodagem além de bloqueios no perímetro urbano. Contudo, essas ações contrariavam a vontade do governador de Pernambuco, o que gerou muitos atritos entre este e aquele comandante. Em compensação, dado a sua atuação na pacificação da região, o general Justino foi promovido a General-de-Exército.
O General Justino associou-se a um grupo das Forças Armadas que considerava apenas questão de tempo para um golpe de estado liderado pelo próprio presidente João Goulart e apoiado por grupos comunistas e de esquerda, de modo a por em prática uma revolução socialista no Brasil. Assim, aliou-se a esse grupo conservador dentro das Forças Armadas e, apoiados por várias autoridades militares e da sociedade civil, passaram a conspirar contra o governo de João Goulart, articulando, segundo o entendimento de seus líderes, um “contragolpe” ou “golpe preventivo” para impedir uma iminente revolução socialista no país. Para tanto, organizaram uma rede de informantes e investigadores pelo país, trabalho este encabeçado pelo então deputado federal e Cel. José Costa Cavalcanti, o General Humberto Castelo Branco e o General Artur da Costa e Silva.
Esse grupo atuava em segredo monitorando a situação aguardando a oportunidade para o golpe de estado. Como um dos líderes dessa conspiração, o General Justino atuou na organização do movimento no Nordeste. Lá organizou o “Plano das capturas” que consistia na detenção imediata, no momento do golpe, de personalidades que julgavam previamente como ameaças a segurança nacional.
O levante dos marinheiros, ocorrido em março de 1964 no Sindicato dos Metalúrgicos, na cidade do Rio de Janeiro, gerou repercussão no nordeste. O levante foi liderado pelo cabo José Anselmo dos Santos, alegado ser um protesto contra as restrições impostas à categoria. Na ocasião, o General Justino, julgando já iminente e próximo um golpe de estado, convocou e se articulou com o coronel Humberto de Sousa e Melo, chefe do estado-maior da 6ª Região Militar, na Bahia, para a movimentação de tropas no Nordeste.
Em 29 de março, após articular-se com o governador de Alagoas, o General Luís de Sousa Cavalcanti, o General Justino proibiu um comício programado para ocorrer em Maceió-AL, que contaria com a presença de várias lideranças comunistas no Brasil, além de Miguel Arraes, João de Seixas Dória e de Gregório Bezerra. Nesse mesmo dia, o general Justino recebe aviso sobre a deflagração da ação militar.
Em 31 de março, deu-se início a ação militar por meio do deslocamento das tropas da 4ª Região Militar, com sede em Juiz de Fora-MG, liderados pelo General Olímpio Mourão Filho, que então rumaram para o Rio de Janeiro. Nesse instante, o “Plano das Capturas” do General Justino foi acionado no Nordeste com a detenção de mais de 1 mil pessoas. Também foi cercado o palácio do governo de Pernambuco sediado em Recife, resultando na prisão do governador Miguel Arraes. No dia seguinte, com a declaração da vacância do cargo de Presidente da República e consumado o afastamento do presidente João Goulart, o General Justino publicou um manifesto tornando publica a sua participação naquele movimento. A atuação do General Justino foi parabenizada por grupos conservadores de Pernambuco.
Em 1965, sobre Miguel Arraes, governador de Pernambuco em 1964, o General Justino escreveu em seu livro de memórias que aquele encontrava-se em março de 1964:
| “ | (...) docilmente confinado em seu palácio, já quase impossibilitado de nos trazer perturbações (...) O instinto herdado de meu pai, um caçador de onças, fez-me ver nele desde a primeira hora um inimigo (...). Declarei-lhe guerra desde que o conheci. E isolei-o, afinal, na solidão de um penhasco perdido no meio do Atlântico. | ” |

### Governo Castelo Branco e Aposentadoria
Em setembro de 1964, Justino retornou ao Comando do III Exército. Sua atuação à frente dessa unidade militar pautou-se pela defesa dos princípios preconizados pelo movimento de 31 de março, aplicando medidas de repressão aos elementos ligados a João Goulart e ao ex-governador gaúcho Leonel Brizola.
Em 1965, o general Justino passou a ter atritos com o seu antigo adversário político, o então presidente da República General Castelo Branco, com quem por vezes tinha interesses políticos contrariados, a exemplo da sua frustração ao não conseguir concorrer para o governo do Rio Grande do Sul por conta do Ato Institucional nº 3 de fevereiro de 1966 que incumbiu as respectivas Assembleias Legislativas da tarefa de eleger governadores. Com isso, o general Justino passou a criticar os rumos tomados pela então denominada Revolução de 1964.
Essa insatisfação pessoal contra o governo Castelo Branco culminou em um discurso-protesto, ocorrido em maio de 1966, que lhe custou o cargo. Durante um evento comemorativo, em Porto Alegre, que contou com a presença do General Amaury Kruel, o general Justino realizou um discurso em que condenou medidas do governo e se declarou a favor da “defesa da democracia, pela qual a revolução foi feita” e “contra o poder pessoal”, numa referência direta a pessoa do Presidente da República. No dia seguinte, foi exonerado do cargo e passado para a reserva por ato do então Ministro da Guerra, o General Costa e Silva. Foi substituído no comando do III Exército pelo general Orlando Geisel.
Na reserva militar obteve a patente de Marechal. Joaquim Justino Alves Bastos foi casado com Nélida Toranzo Alves Bastos, com quem teve duas filhas: Márcia e Alice. Faleceu no Rio de Janeiro, no dia 7 de março de 1990.

## Obras
Ao longo de sua vida publicou Palmo a palmo (1932), em que descreve as suas experiências na Revolução Constitucionalista e também um segundo livro sobre o mesmo tema e A Revolução de 1932, Constitucionalista. Ainda publicou o seu livro de memórias Encontro com o tempo (1965).